# Jean Itadi
Jean Itadi (ur. 24 marca 1949 w Lékoumou) – kongijski polityk, od 1979 do 1980 był ministrem gospodarki wiejskiej, od 1980 ministrem przemysłu i turystyki, a następnie ministrem przemysłu i rybołówstwa. Od 1992 do 1997 roku był ministrem górnictwa i energetyki. 
Jest jednym ze współzałożycieli Panafrykańskiego Związku na rzecz Demokracji Społecznej. 

## Życiorys
Kształcił się na kierunku agronomia na Higher National Agronomic School w Algierze. Po studiach wyjechał do Brazzaville, gdzie w 1975 roku rozpoczął pracę Ministerstwie Gospodarki Wiejskiej na stanowisku dyrektora ds. edukacji i planowania. W 1976 roku został awansowany na stanowisko dyrektora generalnego wydziału agrokultury i hodowli zwierząt. W 1977 roku został sekretarzem generalnym Ministerstwa Gospodarki Wiejskiej.
W 1979 roku prezydent Denis Sassou-Nguesso mianował go ministrem gospodarki wiejskiej. W styczniu 1980 roku zastąpił Mariusa Moua-Mbenga na stanowisku ministra przemysłu i turystyki. 28 grudnia 1980 roku został ministrem przemysłu i rybołówstwa, którym pozostał do 1984 roku.
Po wprowadzeniu w Republice Konga systemu wielopartyjnego założył własną partię Mouvement Africain pour la Réconstruction Sociale. Następnie dołączył do Pascala Lissouby podczas tworzenia Panafrykańskiego Związku na rzecz Demokracji Społecznej. 7 września 1992 roku został powołany przez Stéphane Maurice Bongho-Nouarra w skład rządu, na stanowisko ministra górnictwa i energetyki. 2 listopada 1997 roku Denis Sassou-Nguesso powołał nowy rząd, jego obowiązki dotyczące górnictwa przejął Michel Mampouya, a dotyczące energetyki – Jean Marie Tassoua.
Po skazaniu Lissouby, w trakcie wojny domowej w 1997 roku wyjechał do Południowej Afryki. Do Konga powrócił we wczesnych latach dwutysięcznych. 28 grudnia 2006 roku, podczas I nadzwyczajnego kongresu Panafrykańskiego Związku na rzecz Demokracji Społecznej został wybrany jednym z 25 jego wiceprzewodniczących. W wyborach parlamentarnych w 2007 roku kandydował z list UPADS do Zgromadzenia Narodowego w okręgu Bambama. W drugiej turze głosowania otrzymał 36,26%, nie uzyskując mandatu.